# The Celluloid Closet
The Celluloid Closet: Homosexuality in the Movies (en español: El Armario de Celuloide: la Homosexualidad en las Películas) es un libro de no ficción del historiador de cine y activista LGBT Vito Russo, publicado por primera vez en 1981 por Harper & Row. El libro examina la historia de las representaciones de la homosexualidad en el cine, particularmente en las películas de Hollywood, desde las implícitamente queer hasta las representaciones abiertas. En 1987 se publicó una edición revisada del libro, con 80 páginas adicionales.
El libro se publicó después de dos libros sobre el mismo tema: Screening the Sexes de Parker Tyler de 1972 y Gays and Film de Richard Dyer de 1977, aunque Russo se quejó en el momento del lanzamiento de que ningún escritor gay había producido ninguna crítica significativa de la homosexualidad en las películas.
El libro The Celluloid Closet fue prefigurado por una presentación de una conferencia/clip de película en vivo del mismo nombre, que Russo presentó por primera vez en 1972 y luego presentaría en colegios, universidades y pequeños cines. Después de la muerte de Russo en 1990, el libro The Celluloid Closet fue adaptado en 1995 en una película documental del mismo nombre dirigida por Rob Epstein y Jeffrey Friedman.

## Recepción
Demian, del Seattle Gay News, escribió: «Vito Russo aporta a su libro la misma riqueza de historia política y social que empleó en la creación de su conferencia y su proyección cinematográfica», y concluyó: «The Celluloid Closet es un libro excelente para hojear. La escritura es directa, clara y entretenida. El libro es otra pieza de historia recuperada. Vito Russo ha creado un volumen apasionante que nace de su gran amor por el cine y de su orgullo gay».